# 徐鑛
徐鑛（？—？），字大冶，號眉雲，湖廣荆州府江陵縣民籍蘇州府長洲縣人，明朝政治人物，同進士出身。

## 生平
万历四十年（1612年）壬子科湖廣鄉試第四十九名舉人，四十一年（1613年）聯捷癸丑科三甲一百九十七名进士，兵部觀政，八月授中书舍人，天啓二年十二月行取，三年升吏部稽勋司主事，調验封司、考功司，崇祯三年升文选司员外郎，升验封司郎中，历任铨曹，有清通之誉。家居十一年，增刻家谱，建阳春书院于乡，后进多所造就。崇祯七年（1634年）秋起稽勋司郎中，調验封郎中，历官大理寺少卿、都察院左佥都御史、协理院事。卒年七十六。

## 家族
曾祖徐湘。祖徐文韜。父徐尧。